# Mark Golden
Pour les articles homonymes, voir Golden.
Mark Golden (né le 6 août 1948 à Winnipeg et mort le 9 avril 2020 dans la même ville) est un historien canadien, professeur émérite à l'université de Winnipeg. 
Diplômé de l'université de Toronto, il travaille à l'université de Winnipeg depuis 1982 et est l'auteur de plusieurs ouvrages sur l'histoire de l'enfance, de la sexualité et du sport dans le monde antique. 

## Publications sélectives
- 1990 : Children and Childhood in Classical Athens, Johns Hopkins University Press.
- 1997 : Inventing Ancient Culture : Historicism, Periodization and the Ancient World, Routledge.
- 1998 : Sport and Society in Ancient Greece, Cambridge University Press.
- 2003 : Sex and Difference in Ancient Greece and Rome, Edinburgh University Press.
- 2004 : Sport in the Ancient World from A to Z, Routledge.
- 2009 : Greek Sport and Social Status, University of Texas Press.
- 2011 : A Cultural History of Sexuality in the Classical World, Berg.